# Татарское книжное издательство
Татарское книжное издательство — советское и российское государственное издательство, одно из крупнейших издательств Татарстана. Публикует художественную и детскую литературу, учебники, академические издания. Большая часть литературы издаётся на татарском языке.

## История
Татарское книжное издательство было создано в результате национализации ряда частных издательств Казани после установления Советской власти на территории современного Татарстана.
Первоначально издательство функционировало во главе с Галимжаном Ибрагимовым в качестве отдела печати Центрального татаро-башкирского комиссариата и казанского отделения Государственного издательства РСФСР. С образованием Татарской АССР в 1920 г. отделение преобразовано в самостоятельное издательство (Татгосиздат) в ведении Татнаркомпроса. В первые годы в ведении Татгосиздата находились Чувашпечать, издательства Марийской автономной и Пермской областей.
В 1927 году издательство реорганизовано в Татарское издательство (Татиздат). В 1933 году к издательству присоединена книжная фабрика им. Камиля Якуба, объединённая организация получила название Татарское государственное издательство (Татгосиздат), позднее (в 1954—1958 гг.) — Таткнигоиздат.
В 1958 году издательство получило своё нынешнее название и стало основным издательством Татарской АССР.
По состоянию на 2017-2019 годы считалось крупнейшим российским издательством, публикующим литературу на национальных языках народов России. Кроме учебников и книг, изданных на заказ и на гранты, в 2018 гг. было выпущено 106 книг (из них 32 детские), в 2019 г.  — 103 (28 детских). В 2018-м у издательства насчитывалось 190 постоянных торговых партнёров.

## Известные сотрудники
- Галимджан Ибрагимов
- Фатих Карим
- Нур Баян
- Сибгат Хаким
- Афзал Шамов
- Гумер Баширов

## Галерея

Стенд ГУП РТ Татарское книжное издательство на 33-й московской международной книжной ярмарке (2-6.09.2020)
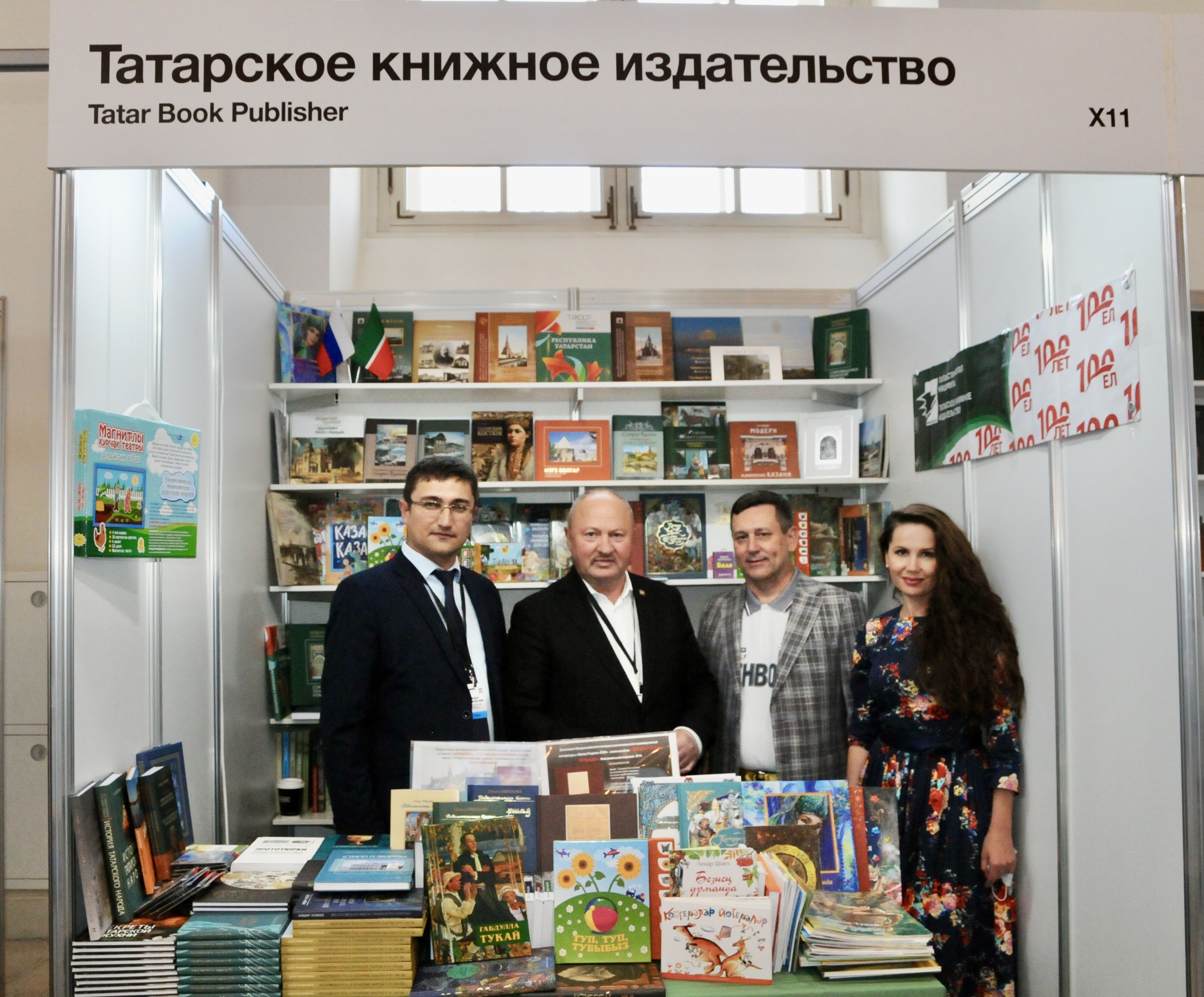
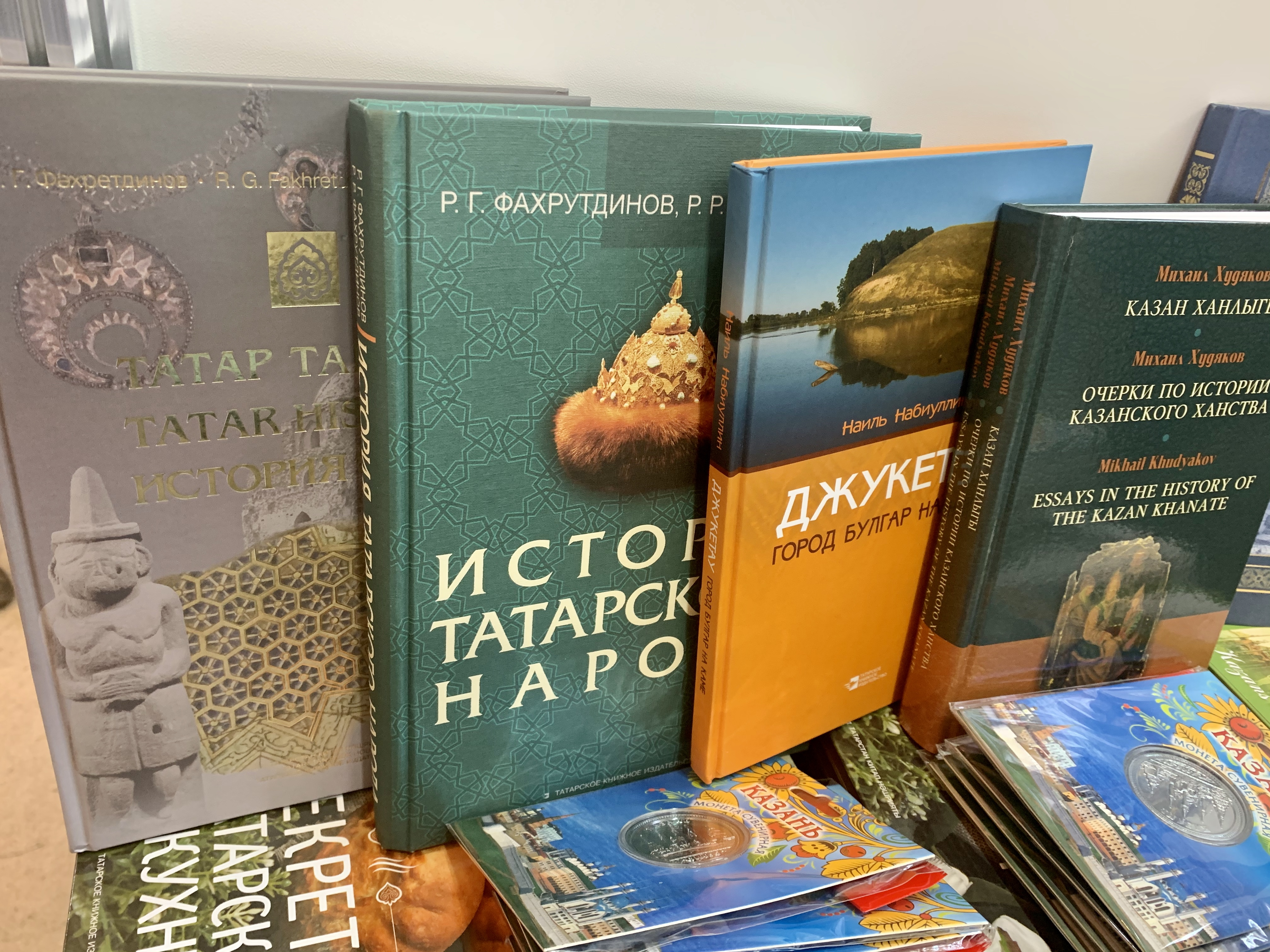
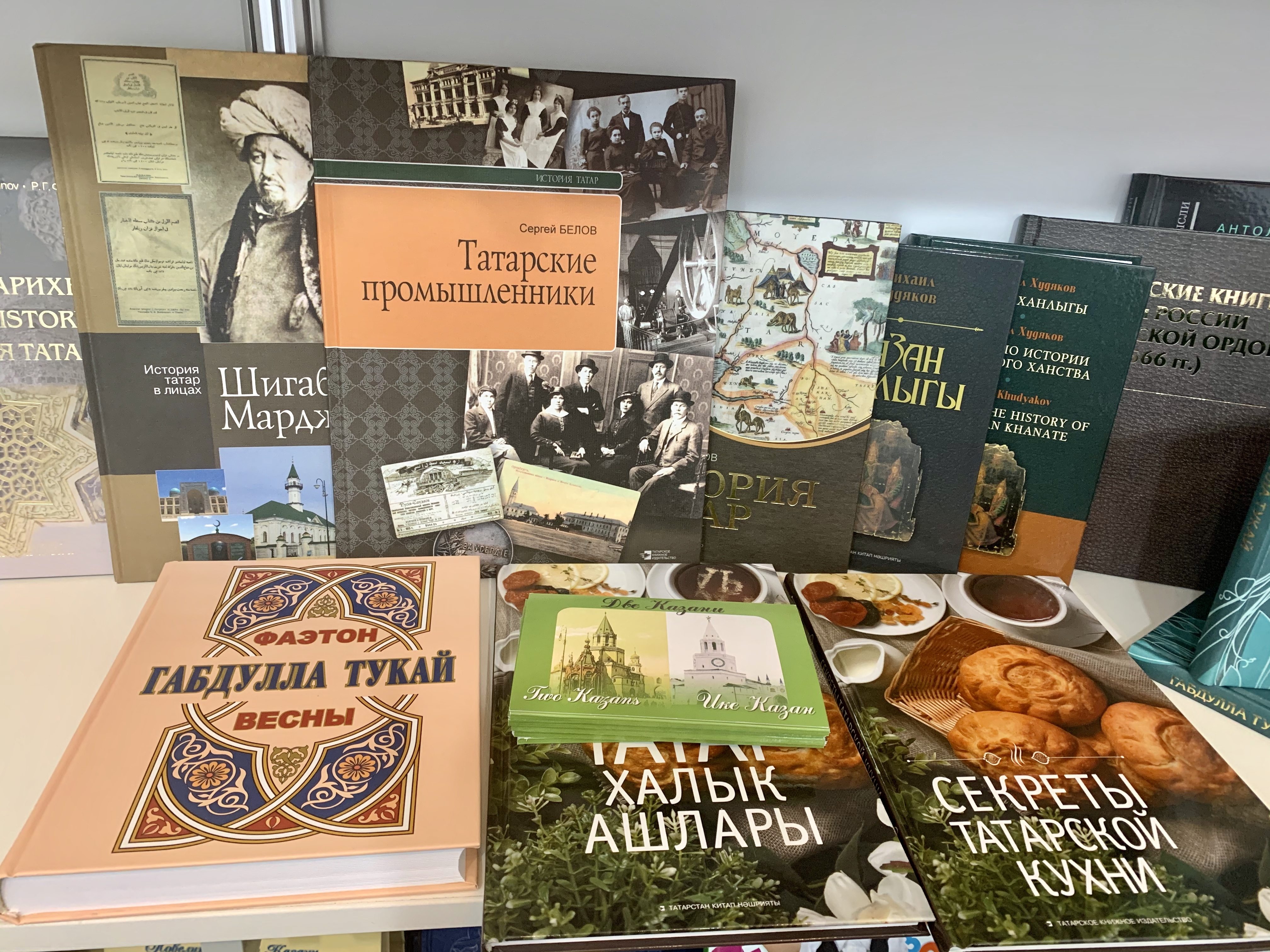
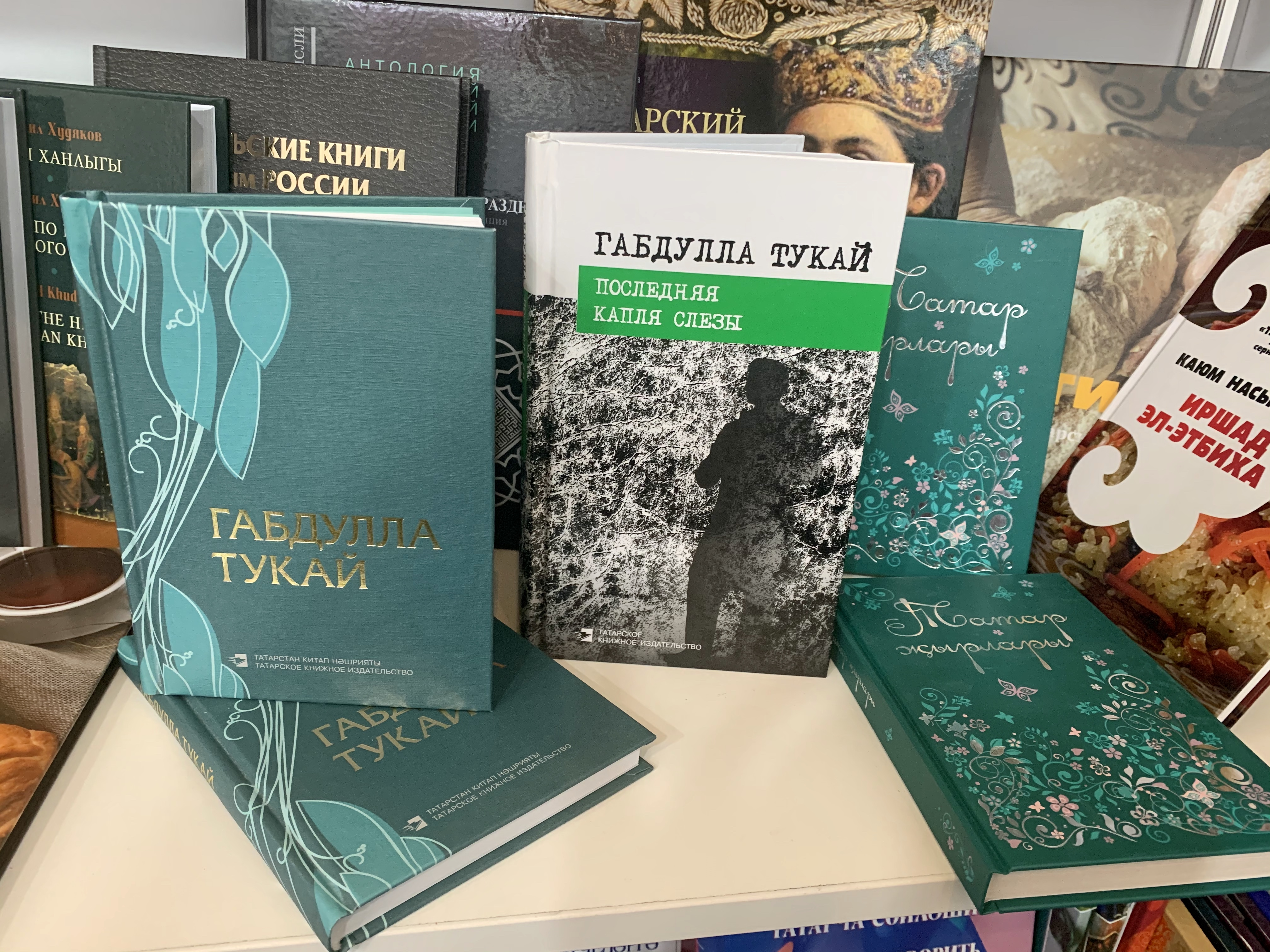
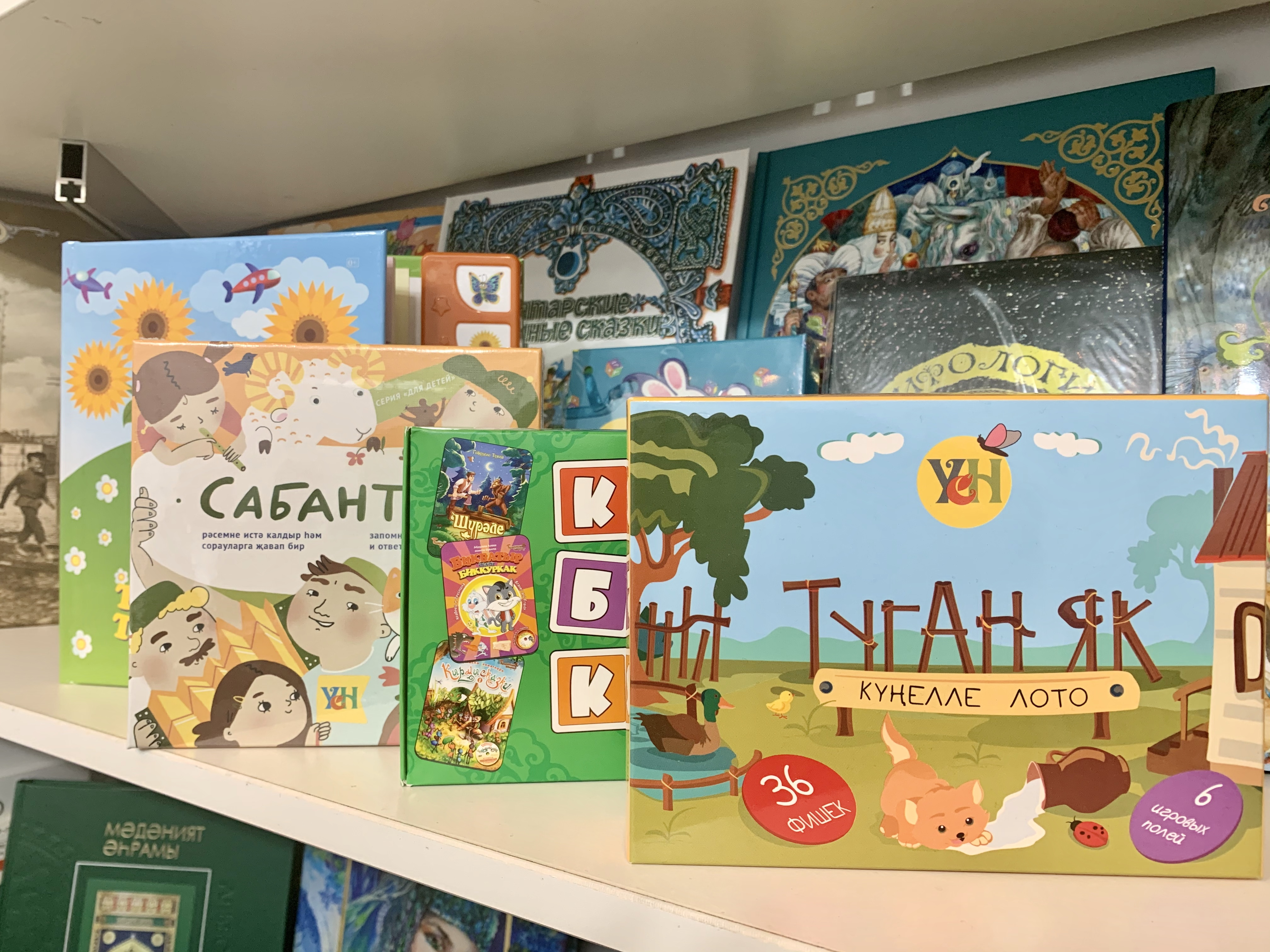